# Sisters of Mercy
Sisters of Mercy (in inglese: Le suore della misericordia) è una canzone di Leonard Cohen contenuta nel suo disco d'esordio del 1967.

## Storia e significato
La canzone è dedicata a due ragazze che Cohen incontrò a Edmonton nel 1967 mentre si trovava lì per un concerto. In una fredda giornata, mentre camminava per una delle strade principali della città, incontrò due ragazze che stavano sulla soglia di una porta e lo invitarono per passare del tempo assieme. Dopo qualche ora i tre si ritrovarono nella sua piccola camera d'albergo e andarono tutti a dormire. Mentre le ragazze dormivano, Cohen non riuscì a prendere sonno: quindi s'alzò, scrisse il testo e la musica guardando il chiaro di luna riflesso dalla neve. Quando le ragazze si svegliarono il mattino seguente, Cohen poté cantare loro la canzone.

## Nel cinema
Il brano  di Leonard Cohen fa parte della colonna sonora del film di Robert Altman I compari.

## Curiosità
Il  gruppo musicale goth rock inglese The Sisters of Mercy si sono ispirati al titolo della canzone di Cohen, autore che il gruppo cita nelle proprie influenze.